# Sondrio (provincie)

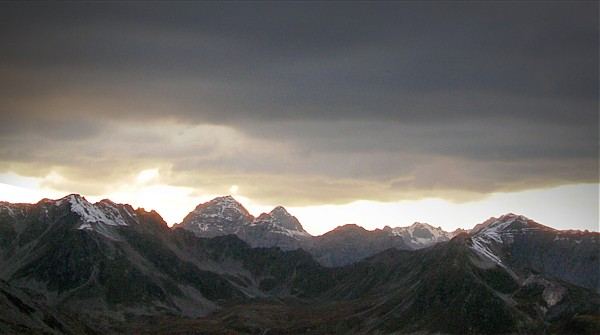
Alta Valtellina

Sondrio is een van de twaalf provincies in de Italiaanse regio Lombardije. De hoofdstad is de stad Sondrio. De officiële afkorting is SO.
Sondrio heeft een oppervlakte van 3212 km² en telt 177.000 inwoners. De provincie ligt in het noordoosten van Lombardije in de Rhetische Alpen ten zuiden van het Zwitserse kanton Graubünden. Daarnaast grenst ze aan de provincies Trente, Zuid-Tirol, Brescia, Bergamo, Lecco en Como.
Het grondgebied van Sondrio is derhalve sterk bergachtig, met enkele toppen boven de 3000 meter. Tevens behoren enkele grote dalen tot de provincie, waaronder de Valtellina, met de rivier de Adda, het Valchiavenna en de Val di Lei. De provincie herbergt de op een na hoogste bergpas van Europa: de Stelviopas.
Belangrijkste steden zijn, naast Sondrio, Chiavenna in het noordwesten en Tirano en Bormio in het oosten.

## Bezienswaardigheden
Chiavenna is een van de belangrijkere plaatsen van de provincie en heeft een mooi bewaard middeleeuws centrum. De rivier de Mera stroomt dwars door Chiavenna door een ruige kloof. Waar het Valtellina en Val Chiavenna bij elkaar komen ligt het Lago Mezzola dat vroeger deel uitmaakte van het Comomeer, maar inmiddels ervan gescheiden is door het Pian di Spagna. Vanwege de bijzondere flora van het gebied is het uitgeroepen tot regionaal natuurpark. Het laagste deel van het Valtellina is dicht bebouwd. Bij Morbegno met zijn mooie Dom takt een weg af naar het zuiden richting de Passo San Marco die het Valtellina met Bergamo verbindt. Bij de hoofdstad Sondrio opent zich het Val Malenco dat uitloopt op het Berninamassief. Het dal wordt 's zomers veel bezocht door bergwandelaars, in de winter is het een belangrijk skigebied. De kerk Madonna di Tirano heeft een bijzondere ligging in Tirano. Over het plein komt af en toe een trein gereden. Het is het eindpunt van de lijn Sankt Moritz-Tirano waarvan het traject over de 2323 meter hoge Berninapas voert. Na Tirano wordt het Valtellina smaller en ruiger. De zijdalen die volgen zijn praktisch onbevolkt, op het Valle Grosina na, dat enkele gehuchten telt. Aan het einde van het dal ligt Bormio. Het stadje heeft een middeleeuws centrum met veel winkels en horeca. Het is erg op toerisme ingesteld. In de winter wordt er geskied op de nabijgelegen Cimino Valbella. In de zomer is er zomerski op de Stelviopas, die op de grens ligt met het Duitstalige Zuid-Tirol. Livigno is vooral belangrijk als wintersportoord en vanwege het feit dat het in een belastingvrije zone ligt. Het ligt ongeveer op de boomgrens, reden voor veel Italianen het Piccolo Tibet te noemen.

## Belangrijke plaatsen
- Sondrio (21.417 inwoners)
- Morbegno (11.082 inwoners)
- Tirano (9044 inwoners)
- Chiavenna (7236 inwoners)
- Bormio (3960 inwoners)

## Geschiedenis
Van 1512 tot 1797 behoorde het gebied bij Graubünden. Daarna behoorde het tot de Cisalpijnse Republiek en het Napoleontische koninkrijk Italië. Het Congres van Wenen kende in 1815 het gebied toe aan het koninkrijk Lombardije-Venetië.

## Bergpassen
De provincie Sondrio telt vele bergpassen. De meeste liggen in het grensgebied met Zwitserland. De belangrijkste zijn de Splügenpas en Forcola di Livigno. De Gaviapas en de Stelviopas zijn legendarisch en komen tot hoog boven de boomgrens.
| Naam                            | Hoogte | Van                     | Naar                             | Wegdek    |
| ------------------------------- | ------ | ----------------------- | -------------------------------- | --------- |
| Splügenpas (Passo dello Spluga) | 2115 m | Chiavenna               | Splügen (CH)                     | asfalt    |
| San Marcopas                    | 1992 m | Morbegno                | Mezzoldo (Valle Brembana)        | asfalt    |
| Apricapas                       | 1176 m | Teglio                  | Edolo (Valcamonica)              | asfalt    |
| Foppapas                        | 1852 m | Grosio                  | Monna (Valcamonica)              | asfalt    |
| Col Carette di Val Bighera      | 2100 m | Passo di Foppa          |                                  | asfalt    |
| Gaviapas                        | 2621 m | Santa Caterina Valfurva | Santa Apollonia (Valle di Pezzo) | asfalt    |
| Forcola di Livigno              | 2315 m | Passo del Bernina (CH)  | Livigno                          | asfalt    |
| Eirapas                         | 2210 m | Livigno                 | Trepalle                         | asfalt    |
| Foscagnopas (Passo di Foscagno) | 2291 m | Valdidentro             | Trepalle                         | asfalt    |
| Scalepas                        | 1941 m | Valdidentro             | Lago di Cancano                  | steenslag |
| Fraelepas                       | 1952 m | Lago di Cancano         |                                  | asfalt    |
| Stelviopas (Stilfserjoch)       | 2748 m | Bormio                  | Trafoi                           | asfalt    |
| Umbrailpas                      | 2502 m | Sta. Maria (CH)         | Bormio                           | asfalt    |

## Foto's

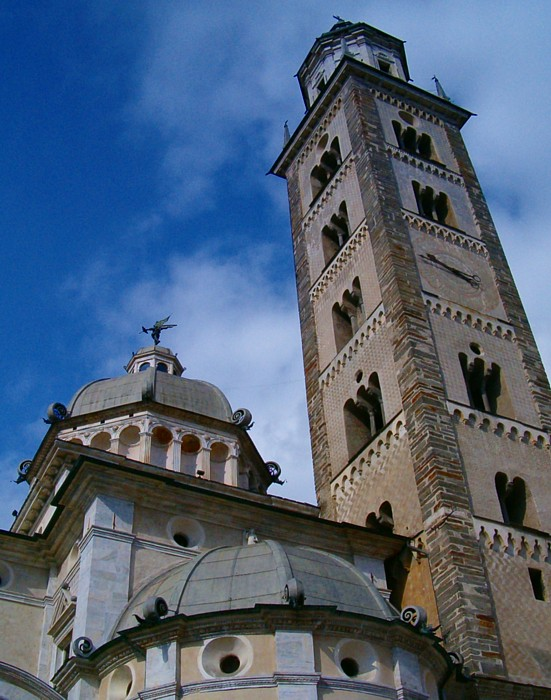
Tirano
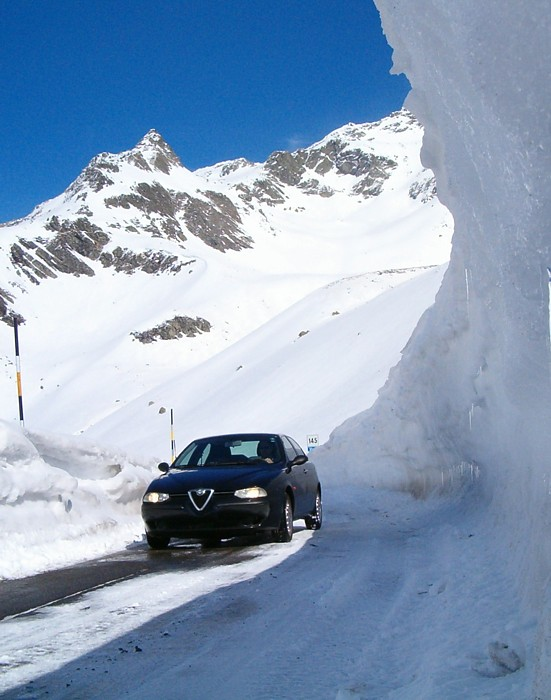
Splügenpas
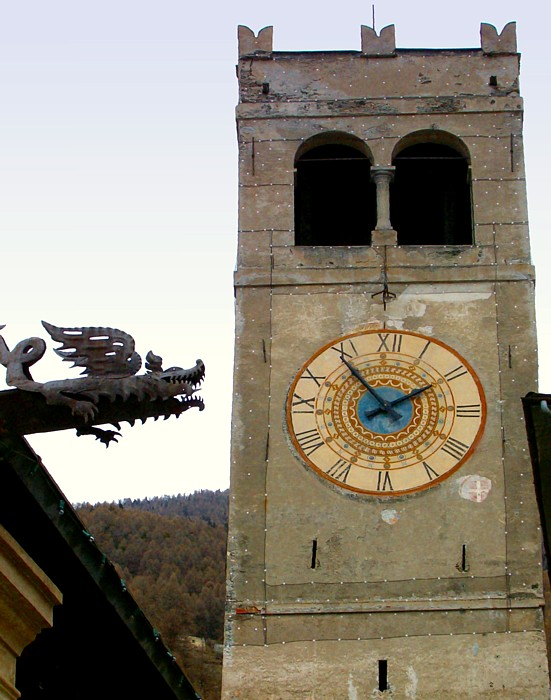
Bormio